# Ajuda Popular da Noruega
Ajuda Popular Norueguesa (Norwegian People's Aid ou NPA em inglês e Norsk Folkehjelp em norueguês) é uma organização não-governamental, fundada em 1939, com a missão de prestar assistência à reconstrução pós-conflito e prover ajuda humanitária durante conflitos. Atualmente, a NPA atua em mais de 33 países, em diferentes frentes, como a desminagem (processo de remoção de minas terrestres ou navais), ajuda humanitária e a promoção da democratização dos direitos dos povos indígenas, garantindo a distribuição equitativa de terras e recursos.
A NPA opera atualmente em atividades de desminagem em 16 países e teve um papel central na Campanha Internacional para a Proibição das Minas Terrestres e Regras sobre Munições de Fragmentação, assinada em Oslo em 2008.
Na Noruega, Hanne Anette Balch Fjalestad, um membro da NPA, perdeu a vida durante um atentado terrorista em 22 de julho de 2011. A organização prestou serviços médicos de emergência para as vítimas no local após o ataque. A NPA gere centros de recepção de refugiados, campanhas contra o racismo, equipes de resgate voluntárias e um serviço de ambulância voluntário. Sendo esse um serviço essencial para aquela população.

## História

### 1930
A Ajuda Popular Norueguesa (NPA) foi fundada em 7 de dezembro de 1939, como uma continuação natural do trabalho de várias organizações norueguesas que surgiram com o objetivo de aliviar o sofrimento humano durante a Guerra Civil Espanhola e a Guerra de Inverno na Finlândia.

### 1940 a 1950
Durante a Segunda Guerra Mundial, a NPA mobilizou serviços médicos em todo o país, até que as forças de ocupação alemãs apreenderam seus ativos, levando à sua dissolução oficial em setembro de 1941. A NPA foi para o exílio e continuou trabalhando a partir da Suécia.
Após a Segunda Guerra Mundial, a NPA participou ativamente na reconstrução da Noruega, em particular nas áreas de cuidados de saúde. A organização construiu centros e serviços de saúde no trabalho em todo o país.
No âmbito internacional, participou particularmente nos esforços de ajuda humanitária para os refugiados. O trabalho foi ampliado em 1946 em colaboração com a Cruz Vermelha para incluir toda a Europa.

### 1960 a 1970
A NPA organizou esforços de ajuda humanitária a nível mundial, como a resposta após o terremoto em Skopje.
A organização esteve envolvida na luta pela independência do Zimbabwe, África do Sul e Namíbia, e também foi enviada para ajudar as vítimas do terremoto na Iugoslávia.

### 1980 a 1990
A NPA intensificou os esforços principalmente no sul da África e América Latina. Na Europa também realizou ajuda humanitária de alimentos para 40 milhões de pessoas (1.200 toneladas), que foram coletados e enviados para a Polônia durante a crise alimentar no país. Os esforços no Oriente Médio e no Sudão do Sul começou durante esta década.
A NPA começou a trabalhar na Europa Oriental durante este tempo, e no novo regime da África do Sul a NPA foi uma das primeiras organizações estrangeiras a promover a democracia e justiça durante a transição. A remoção de minas terrestres começou em nome da Organização das Nações Unidas no Camboja e em Moçambique. Na Noruega, a NPA estabeleceu um sistema de acolhimento para menores não acompanhados que solicitam asilo vindos de países em conflito.

## Os ataques de 2011 a Noruega
Um membro da NPA, Hanne Anette Balch Fjalestad, foi morto em Utøya durante o ataque em 22 de julho de 2011. A organização prestou serviços médicos de emergência às vítimas no local após o ataque.